# Kościół Chrystusa Odkupiciela i Najświętszego Imienia Maryi w Sieradzu
Kościół Chrystusa Odkupiciela i Najświętszego Imienia Maryi w Sieradzu – rzymskokatolicki kościół parafialny i garnizonowy należący do Śląskiego Dekanatu Wojskowego Ordynariatu Polowego Wojska Polskiego. Znajduje się w Sieradzu, w województwie łódzkim. 

## Historia
Powstał w latach 1889–1897 jako kościół ewangelicki, parafii ewangelicko-augsburskiej superintendentury kaliskiej. Służył początkowo jako dom modlitwy. Poświęcony został w 1925. Po II wojnie światowej był w posiadaniu parafii polskokatolickiej i nosił wezwanie Chrystusa Najwyższego Arcykapłana. Od 11 listopada 2001 należy do parafii garnizonowej.